# Rewa (rzeka)
Rewa (ang. Rewa River) – najdłuższa i najważniejsza rzeka Fidżi, położona na wyspie Viti Levu na Oceanie Spokojnym. Ma 145 km długości. Wypływa w północno-środkowej części wyspy, na zboczach góry Tomanivi, najwyższego punktu Fidżi. Płynie w kierunku południowo-wschodnim i uchodzi do zatoki Laucala Bay, na południowo-wschodnim wybrzeżu wyspy, w pobliżu Suvy (stolicy kraju). Rzeka odwadnia jedną trzecią wyspy, a jej dolina i żyzne delty wspierają produkcję warzyw, ryżu i nabiału. Małe parowce mogą żeglować w górę rzeki na odcinku 80 km.